# سبرينغتاون (تكساس)
سبرينغتاون (بالإنجليزية: Springtown)‏ هي مدينة أمريكية تقع في ولاية تكساس.تبلغ مساحة هذه المدينة 7.1 (كم²)،ويبلغ عدد سكانها 2062 نسمة حسب إحصاء سنة 2010 م. تشير إحصاءات سنة 2000م بأن الكثافة السكانية في هذه المدينة تقدر بـ(288.6) نسمة/كم2.

## التركيبة السكانية
حدّد مكتب تعداد الولايات المتحدة بيانات التركيبة السكانية لسبرينغتاون في تعداد الولايات المتحدة. في ما يلي، التركيبة السكانية حسب تعدادي 2000 و2010.

### تعداد عام 2000
بلغ عدد سكان سبرينغتاون 2,062 نسمة بحسب تعداد عام 2000، وبلغ عدد الأسر 773 أسرة وعدد العائلات 587 عائلة مقيمة في المدينة. في حين سجلت الكثافة السكانية 262.3 نسمة لكل كيلومتر مربع (679.4/ميل2). وبلغ عدد الوحدات السكنية 842 وحدة بمتوسط كثافة قدره 107.1 لكل كيلومتر مربع (277.4/ميل2).
وتوزع التركيب العرقي للمدينة بنسبة 95.68% من البيض و0.48% من الأمريكيين الأفارقة و0.34% من الأمريكيين الأصليين و0.19% من الأمريكيين ذوي الأصول الآسيوية و0.19% من سكان جزر المحيط الهادئ و1.94% من الأعراق الأخرى و1.16% من عرقين مختلطين أو أكثر و3.39% من الهسبانيون أو اللاتينيون من أي عرق.
بلغ عدد الأسر 773 أسرة كانت نسبة 41.1% منها لديها أطفال تحت سن الثامنة عشر تعيش معهم، وبلغت نسبة الأزواج القاطنين مع بعضهم البعض 60.2% من أصل المجموع الكلي للأسر، ونسبة 12.3% من الأسر كان لديها معيلات من الإناث دون وجود شريك، بينما كانت نسبة 3.5% من الأسر لديها معيلون من الذكور دون وجود شريكة وكانت نسبة 24.1% من غير العائلات. تألفت نسبة 21.2% من أصل جميع الأسر من عدة أفراد يعيشون في نفس المنزل ونسبة 11.6% كانت تتألف من شخص يعيش بمفرده يبلغ من العمر 65 عاماً أو أكثر. وبلغ متوسط حجم الأسرة المعيشية 2.66، أما متوسط حجم العائلات فبلغ 3.06.
بلغ العمر الوسطي للسكان 34.0 عاماً. وكانت نسبة 28.5% من القاطنين تحت سن الثامنة عشر، وكانت نسبة 9.4% بين الثامنة عشر والرابعة والعشرين عاماً، ونسبة 28.9% كانت واقعةً في الفئة العمرية ما بين الخامسة والعشرين والرابعة والأربعين عاماً، ونسبة 20.4% كانت ما بين الخامسة والأربعين والرابعة والستين، ونسبة 12.6% كانت ضمن فئة الخامسة والستين عاماً فما فوق. يوجد لكل 100 أنثى 95.1 ذكر، ويوجد لكل 100 أنثى في الثامنة عشر من عمرها فما فوق 87.0 ذكر.
بلغ متوسط دخل الأسرة في المدينة 36,432 دولارًا، أما متوسط دخل العائلة فبلغ 37,829 دولارًا. وكان متوسط دخل الذكور 31,567 دولارًا مقابل 20,938 دولارًا للإناث. وسجل دخل الفرد الخاص بالمدينة 14,508 دولارًا. وكانت نسبة 12.6% من العائلات ونسبة 14.8% من السكان تحت خط الفقر، وكان من هؤلاء نسبة 17.3% تحت سن الثامنة عشر ونسبة 22.3% في الخامسة والستين من العمر وما فوق.

## معرض صور

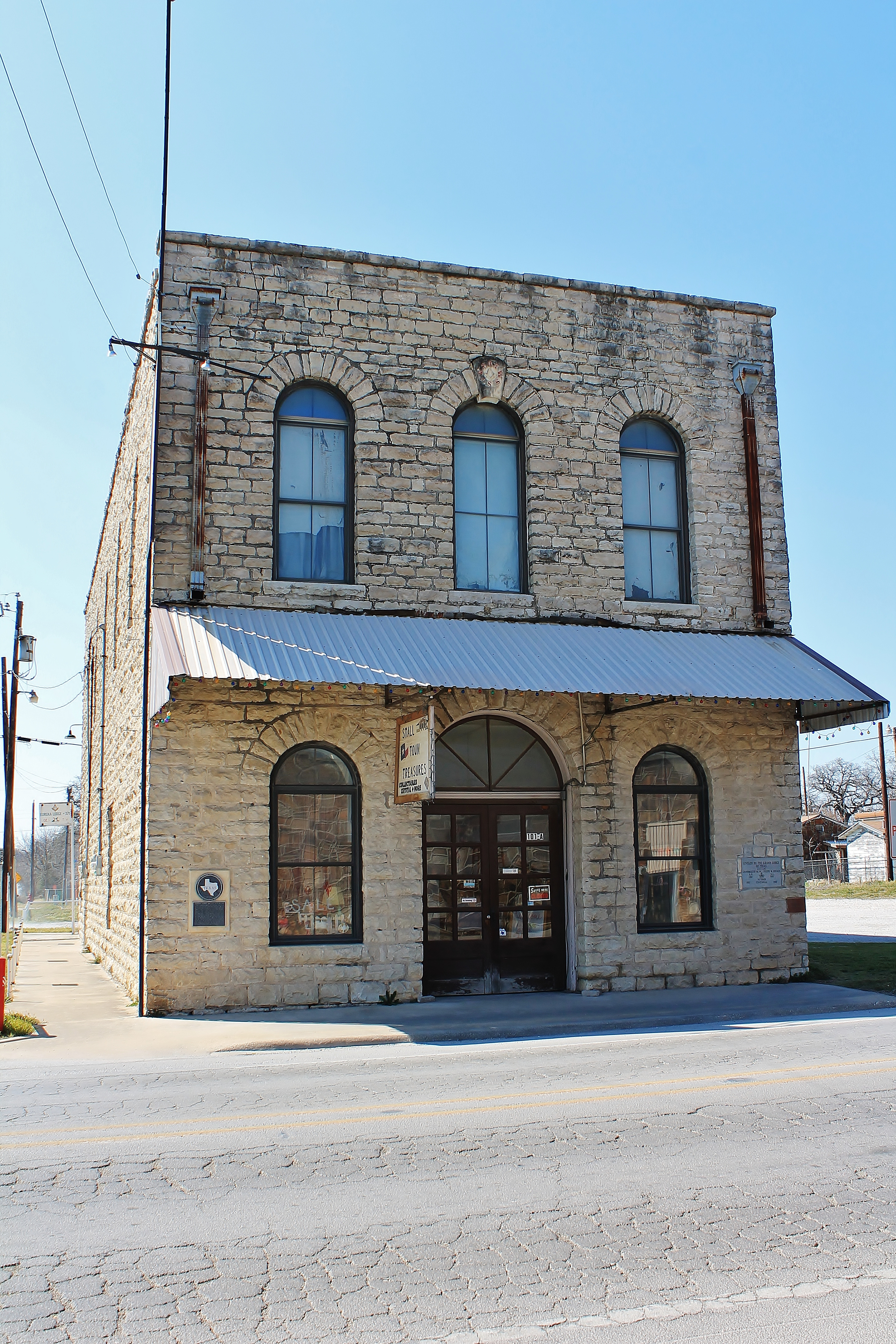
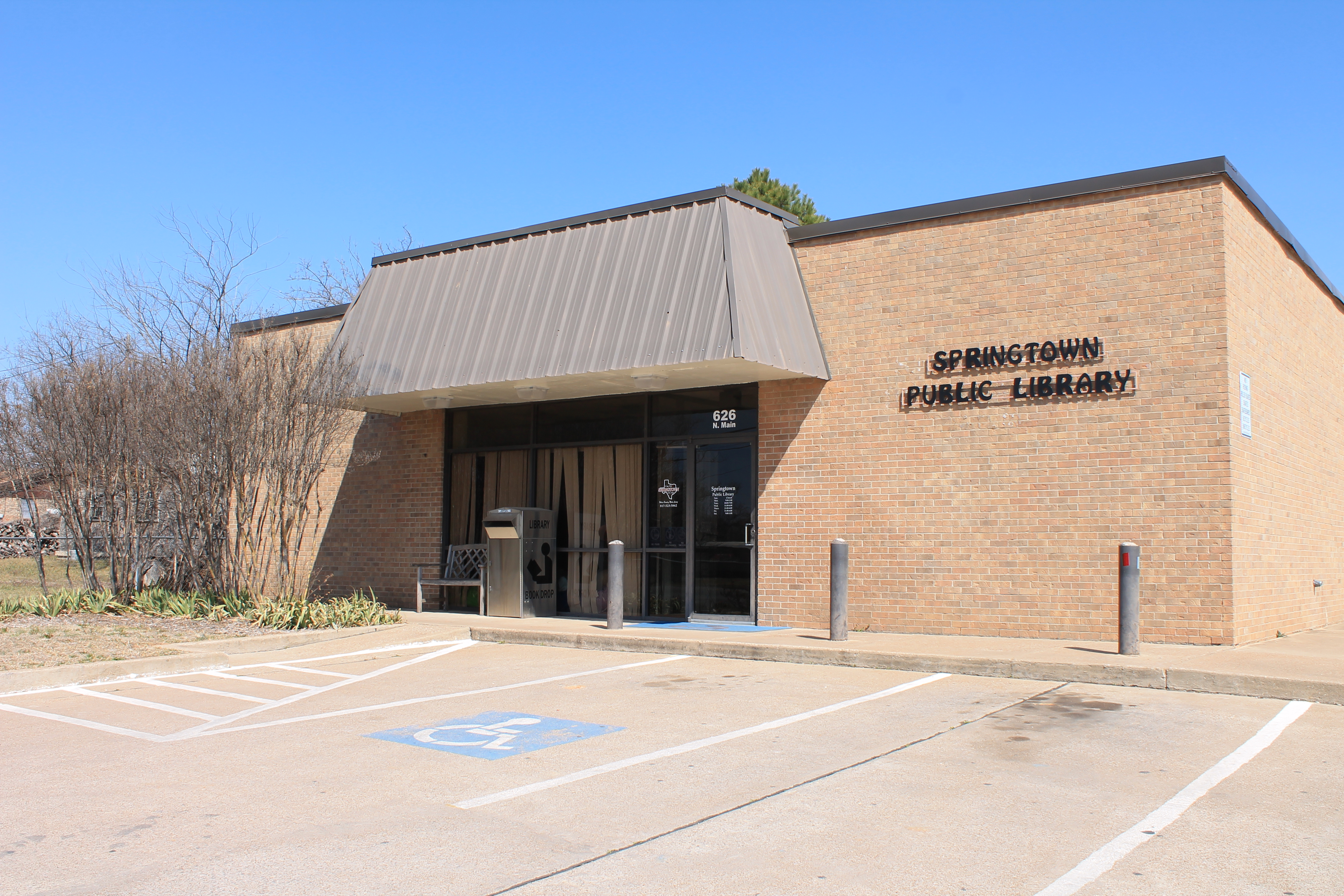
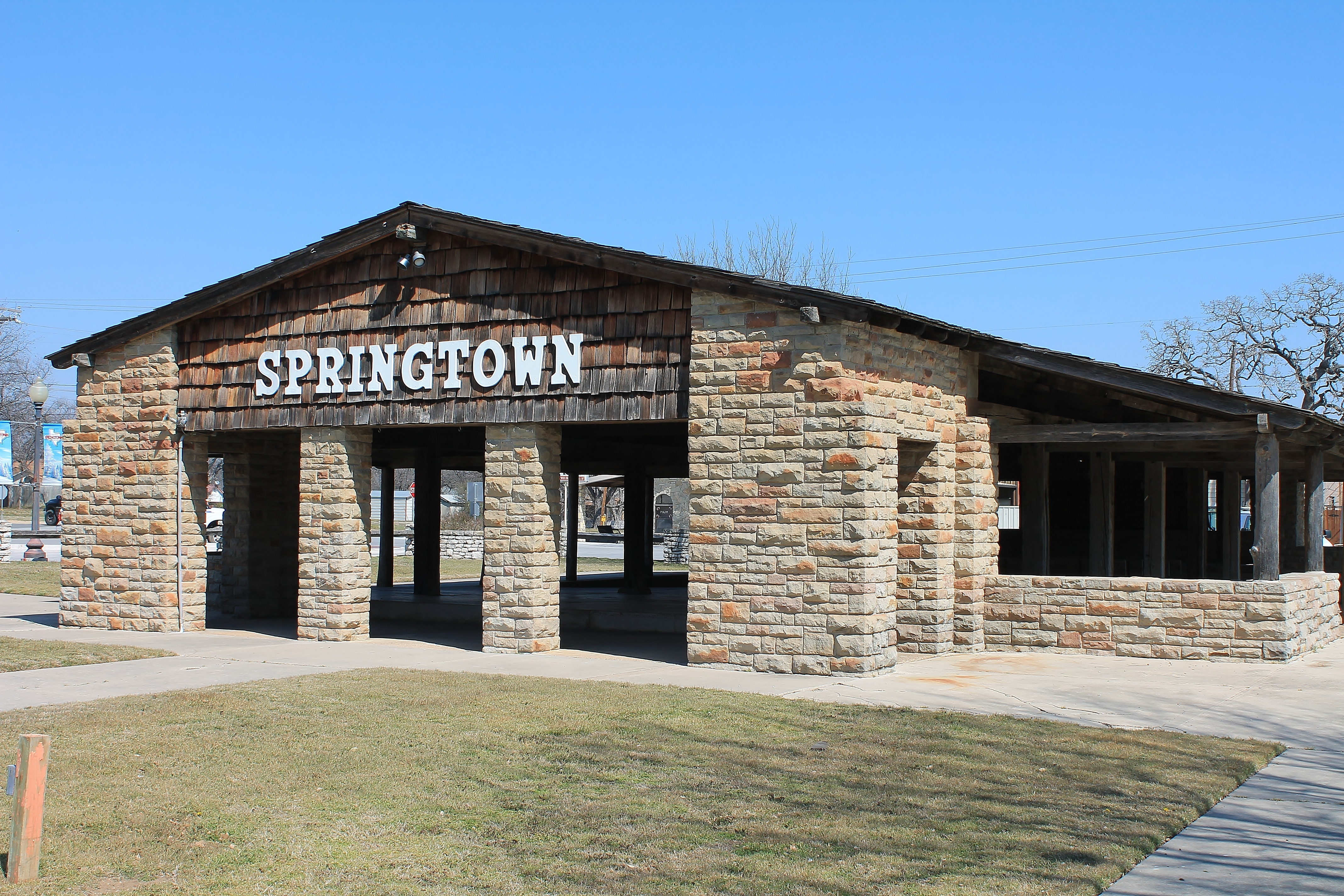

### تعداد عام 2010
بلغ عدد سكان سبرينغتاون 2,658 نسمة بحسب تعداد عام 2010، وبلغ عدد الأسر 1,006 أسرة وعدد العائلات 728 عائلة مقيمة في المدينة. في حين سجلت الكثافة السكانية 338.2 نسمة لكل كيلومتر مربع (875.9/ميل2). وبلغ عدد الوحدات السكنية 1,119 وحدة بمتوسط كثافة قدره 142.4 لكل كيلومتر مربع (368.8/ميل2).
وتوزع التركيب العرقي للمدينة بنسبة 93.45% من البيض و0.83% من الأمريكيين الأفارقة و1.02% من الأمريكيين الأصليين و0.34% من الأمريكيين ذوي الأصول الآسيوية و2.86% من الأعراق الأخرى و1.50% من عرقين مختلطين أو أكثر و9.10% من الهسبانيون أو اللاتينيون من أي عرق.
بلغ عدد الأسر 1,006 أسرة كانت نسبة 41.9% منها لديها أطفال تحت سن الثامنة عشر تعيش معهم، وبلغت نسبة الأزواج القاطنين مع بعضهم البعض 51.5% من أصل المجموع الكلي للأسر، ونسبة 15.4% من الأسر كان لديها معيلات من الإناث دون وجود شريك، بينما كانت نسبة 5.5% من الأسر لديها معيلون من الذكور دون وجود شريكة وكانت نسبة 27.6% من غير العائلات. تألفت نسبة 24% من أصل جميع الأسر من عدة أفراد يعيشون في نفس المنزل ونسبة 11.2% كانت تتألف من شخص يعيش بمفرده يبلغ من العمر 65 عاماً أو أكثر. وبلغ متوسط حجم الأسرة المعيشية 2.64، أما متوسط حجم العائلات فبلغ 3.12.
بلغ العمر الوسطي للسكان 33.9 عاماً. وكانت نسبة 29.9% من القاطنين تحت سن الثامنة عشر، وكانت نسبة 8.5% بين الثامنة عشر والرابعة والعشرين عاماً، ونسبة 27.3% كانت واقعةً في الفئة العمرية ما بين الخامسة والعشرين والرابعة والأربعين عاماً، ونسبة 22.5% كانت ما بين الخامسة والأربعين والرابعة والستين، ونسبة 11.8% كانت ضمن فئة الخامسة والستين عاماً فما فوق. وتوزع التركيب الجنسي للسكان بنسبة 47% ذكور و53% إناث.